# تشارلي جيمس
تشارلي جيمس (بالإنجليزية: Charlie James)‏ هو لاعب كرة قاعدة أمريكي، ولد في 22 ديسمبر 1937 في سانت لويس في الولايات المتحدة.

## وصلات خارجية
- تشارلي جيمس على موقعبيزبول رفرنس.كوم (الدوري الرئيسي) (الإنجليزية)
- تشارلي جيمس على موقع جمعية أبحاث البيسبول الأمريكية (الإنجليزية)